# Thủy ngân(II) oxide
Thủy ngân(II) oxide, còn gọi là thủy ngân monoxide có công thức phân tử là HgO và khối lượng phân tử là khoảng 216,6. Nó là chất rắn có màu cam tại điều kiện nhiệt độ và áp suất phòng.

## Điều chế
HgO có thể được điều chế bằng cách nung nóng thủy ngân trong oxy ở nhiệt độ khoảng 350 °C, hay nhiệt phân Hg(NO3)2. Dạng màu vàng của chất này có thể tạo thành bằng cách cho kết tủa hơi Hg2+ với chất kiềm.

## Sử dụng
HgO đôi khi được dùng để sản xuất thủy ngân bởi nó rất dễ bị phân hủy để tạo thành thủy ngân và cho oxy thoát ra. Năm 1774, Joseph Priestley đã phát hiện khí thoát ra khi nung nóng đi oxide thủy ngân dù ông không xác định đó là oxy. Ông đã gọi nó là "dephlogisticated air". Lavoisier đã gọi "dephlogisticated air" là "oxygen" do hợp chất acid mà chất khí này tạo ra. Đây là lý do tại sao các sách giáo khoa về sự phát hiện ra oxy đều không chính xác khi thực sự không thể trả lời câu hỏi ai "phát hiện" ra-oxy.
HgO cũng được sử dụng làm nguyên liệu cho catốt ắc quy thủy ngân.